# Улангин, Аркадий Григорьевич
Арка́дий Григо́рьевич Улангин (4 февраля 1930, Большебатыревский район, Нижегородский край — 22 мая 1993, Чебоксары) — советский легкоатлет, мастер спорта СССР (1960). Кандидат педагогических наук (1968), доцент. Заслуженный тренер РСФСР (1973).

## Биография
Окончил историко-филологический факультет ЧГПИ имени И. Я. Яковлева в 1959, аспирантуру Московского государственного педагогического институт (1967). С 1959 по 1963 — учитель Чебоксарской школы-интерната № 1, директор Чебоксарской спортивной школы молодежи. С 1963 работал в ЧГПИ имени И. Я. Яковлева преподавателем, деканом факультета физической культуры.
Воспитал более 10 спортсменов высокого класса, в том числе Николая Ивановича Пуклакова.

## Семья
Отец Игоря Аркадьевича Улангина и Олега Аркадьевича Улангина.

## Результаты

### Соревнования
| Год  | Город   | Дистанция | Дата      | Результат | Место |
| ---- | ------- | --------- | --------- | --------- | ----- |
| 1961 | Тбилиси | марафон   | 8 октября | 2:27.08,0 | III   |

## Сочинения
- Организация и развитие физкультурного движения в Чувашии за годы Советской власти (1917—1967): автореф. дис. … канд. пед. наук. М., 1968.

## Память
В честь Аркадия Григорьевича Улангина названа улица в его родной деревне — Татмыш-Югелево Батыревского района Чувашской Республики.